# Château de Halbturn
Le château de Halbturn est un château baroque et un monument historique autrichien situé à Halbturn, dans le Burgenland.

## Localisation
Le château situé sur le territoire de la commune de Halbturn, dans le district de Neusiedl am See, à l'est du lac de Neusiedl. 

## Histoire

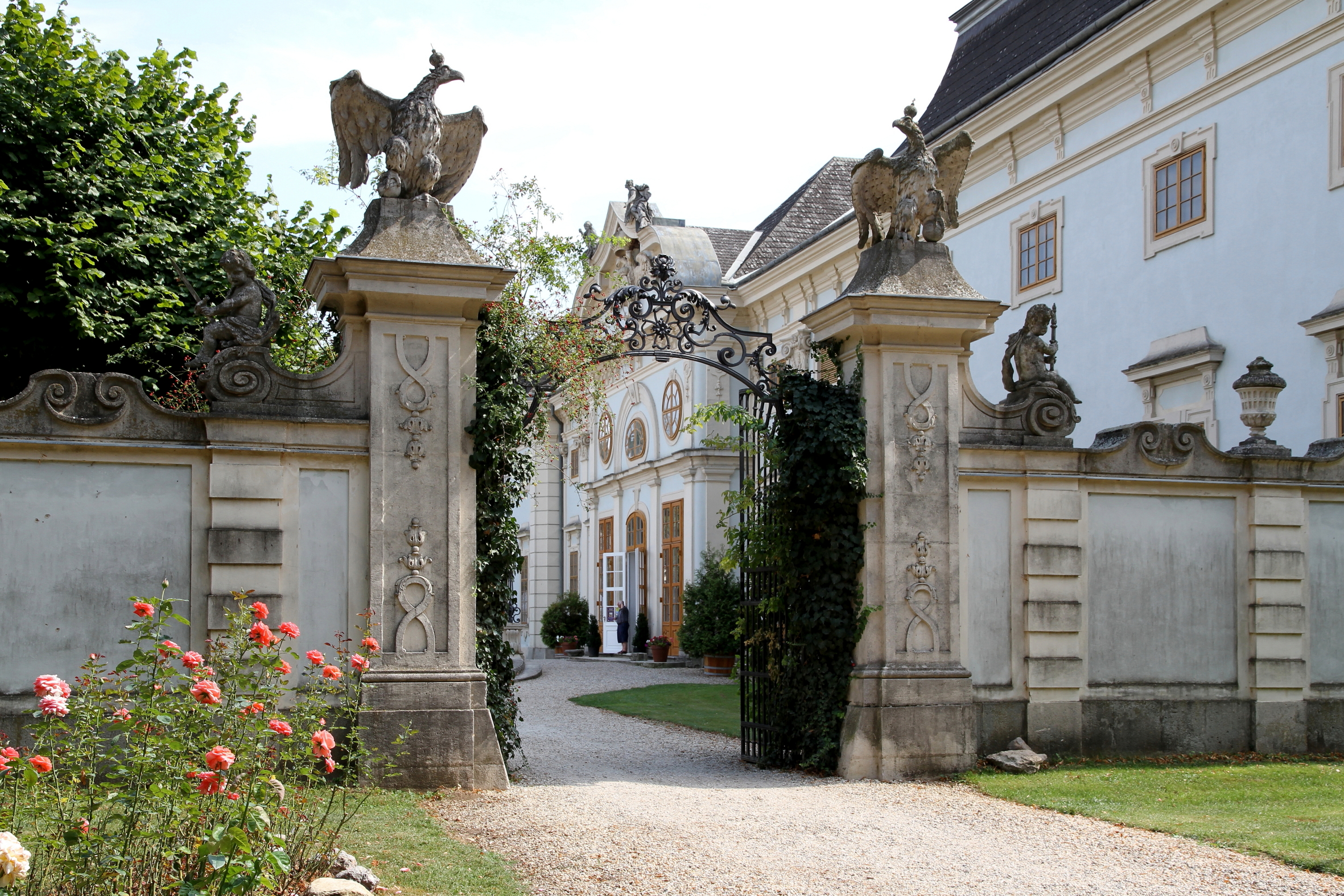
Entrée ouest.

Le château est construit de 1701 à 1711 d'après les plans de Lukas von Hildebrandt comme un pavillon de chasse pour l'empereur Charles VI. Durant le règne de sa fille Marie-Thérèse d'Autriche, il est reconstruit suivant le projet de Franz Anton Hillebrandt et devient la résidence d'été du duc Albert de Saxe-Teschen, gouverneur de la Hongrie, et de son épouse l'archiduchesse Marie-Christine. De même, il est décoré de fresques de Franz Anton Maulbertsch.
Propriété d'Albert II de Teschen (un descendant des Habsbourg), le château est pillé lors de l'invasion de l'Armée rouge en 1945. En 1955, il est la propriété de son neveu le baron Paul Waldbott von Bassenheim (de) qui le donne à ferme à l'État autrichien. Le château comprend un domaine viticole (de) qui, depuis la mort du baron en 2008, est géré par son neveu et fils adoptif Markus zu Königsegg-Aulendorf et son épouse Philippa Waldburg-Zeil-Hohenems. Les chambres du château servent de lieu d'exposition et de concert.

## Source, notes et références
- (de) Cet article est partiellement ou en totalité issu de l’article de Wikipédia en allemand intitulé « Schloss Halbturn » (voir la liste des auteurs).